# Suore di Nostra Signora del Buon Consiglio
Le Suore di Nostra Signora del Buon Consiglio (in francese Sœurs de Notre-Dame du Bon Conseil de Chicoutimi) sono un istituto religioso femminile di diritto pontificio: le suore di questa congregazione pospongono al loro nome la sigla N.D.B.C.

## Storia
Le suore di Nostra Signora del Buon Consiglio furono istituite per l'educazione dei ragazzi poveri nelle scuole parrocchiali della diocesi di Chicoutimi (nella regione operavano già le suore del Buon Pastore di Québec, ma esse erano specializzate nell'istruzione delle giovani della borghesia); la congregazione fu fondata a Chicoutimi il 4 novembre 1894 dal vescovo del luogo, Michel-Thomas Lebrecque, insieme con Françoise Simard.
Le religiose organizzarono anche scuole per i figli dei nativi nelle riserve indiane e nel 1937 aprirono la loro prima missione in Uganda, dove contribuirono alla formazione di congregazioni indigene.
L'istituto ricevette il pontificio decreto di lode il 20 giugno 1962.

## Attività e diffusione
Le suore si dedicano principalmente all'istruzione e all'educazione cristiana della gioventù.
Diffusesi inizialmente in Canada, aprirono poi filiali in Uganda (1937), Cile (1965), Repubblica Democratica del Congo (1970), Senegal (1973) e Ruanda (1977); le fondazioni in Messico e negli Stati Uniti d'America ebbero un'esistenza effimera. La sede generalizia è a Chicoutimi.
Alla fine del 2008 la congregazione contava 220 religiose in 35 case.